# Desa Paliat
Desa Paliat är en administrativ by i Indonesien.   Den ligger i provinsen Jawa Timur, i den västra delen av landet, 1 000 km öster om huvudstaden Jakarta. Desa Paliat ligger på ön Pulau Paliat.